# Iron Maiden (film, 2015)
Pour les articles homonymes, voir Iron Maiden (homonymie).
Pour plus de détails, voir Fiche technique et Distribution.
Iron Maiden est un court métrage français réalisé par Virgil Vernier et sorti en 2015.

## Fiche technique
- Titre : Iron Maiden
- Réalisation : Virgil Vernier
- Son : Simon Apostolou
- Montage : Enrica Gattolini-Ordonneau
- Société de production : Shellac Sud
- Pays d'origine :  France
- Durée : 23 minutes
- Date de sortie : France - 24 juin 2015